# Sakulja
Sakulja es un pueblo ubicado en la municipalidad de Lazarevac, en el distrito de Belgrado, Serbia.

## Superficie
Posee una superficie de 6,438 kilómetros cuadrados.

## Demografía
Hasta 1981 la población era de 263 habitantes.